# Shelby gt350sr
Shelby g.t.350sr je ameriški avto. SR-je so začeli proizvajati leta 1965, istega leta kot sta izšla tudi g.t.350r in navadni. Kot vsi mustangi po letu '75 ima 5-literski motor z 8 cilindri.v letu '66 so jih izdelali 2,212,415 skupaj z drugimi modeli.
Tehični podatki:
-Motor: 4.7 v8 s higt-rizer dovodom zraka.
-Pogon: na zadnja kolesa.
-Največja hitrost: 136mph(220 km/h).
-Menjalnik-4-hitrostni Borg-Warner T-10 manual.